# Emily Morley
Emily Morley (sinh ngày 6 tháng 12 năm 1993)  là một tay đua người Bahamas có đủ điều kiện để thi đấu tại Thế vận hội Mùa hè 2016 do được tổ chức tại Rio de Janeiro, Brazil.

## Cuộc sống cá nhân
Morley đến từ Nassau, Bahamas và học tại Ithaca College ở Ithaca, New York, Hoa Kỳ. Cô lớn lên ở Bahamas cho đến năm mười lăm tuổi khi cô chuyển đến học trường nội trú tại trường Emma Willard ở Troy, New York. Cha của cô David Morley là một vận động viên bơi lội đã thi đấu cho Bahamas tại Thế vận hội Mùa hè 1984.

## Chèo thuyền
Cô đã chèo thuyền trong khi ở Emma Willard sau khi bạn bè khuyến khích cô thử sức với đội thủy thủ. Cô chèo thuyền suốt thời gian ở trường trung học và là đội trưởng với tư cách là một học sinh cuối cấp.
Trong năm 2014, cô tham gia sculling. Tại Ithaca, cô được Becky Robinson huấn luyện và huấn luyện viên Beth Greene. Năm 2015, cô về thứ ba trong nội dung đôi nữ ở đầu sự kiện Schyulkill ở Philadelphia. Cùng với đối tác đôi của mình, Jennie Peterson, sau đó cô đứng thứ tư tại giải vô địch trường đại học thuyền nhỏ được tổ chức tại Mercer Lake, New Jersey.
Vào tháng 11 năm 2015, cô bắt đầu một chương trình đào tạo mới với mục đích đủ điều kiện tham gia Thế vận hội Mùa hè 2016 tại Rio de Janeiro, Brazil. Vào tháng 3 năm 2016 đã tham dự cuộc thi Regatta Qualifying Olympic 2016 của FISA America được tổ chức tại Laguna de Curauma ở Valparaiso, Chile. Để đủ điều kiện tham dự Thế vận hội, cô cần hoàn thành trong top sáu của sự kiện W1x (sculls đơn nữ). Cô thất bại trong việc vượt qua vòng bán kết trực tiếp từ sức nóng của mình, và phải tham gia vào cuộc thi đấu mà cô về đích thứ hai. Cô đã hoàn thành thứ năm trong trận bán kết của mình và tiến đến Chung kết B, trong đó cô hoàn thành thứ tư, để giành vị trí thứ mười chung cuộc. Sau đó, cô đã được Liên đoàn chèo thuyền thế giới trao cho một vị trí ký tự đại diện cho những người sculls đơn nữ ở Rio sau khi một vận động viên đủ điều kiện không chiếm vị trí của cô, biến Morley trở thành tay đua Bahamas đầu tiên đủ điều kiện tham dự Thế vận hội.